# کسترول
کسترول (به انگلیسی: Castrol) شرکت بریتانیایی تولیدکنندهٔ انواع روغن‌ها، گریس‌های صنعتی و روان‌سازهای مورد استفاده در صنعت خودروسازی است، که از سال ۲۰۰۰ تاکنون، یکی از نشان‌های تجاری شرکت بی‌پی (بریتیش پترولیوم) محسوب می‌شود.